# Benjamin Banneker
Benjamin Banneker (hay Benjamin Bannaker) (1731-1806) là nhà thiên văn học nghiệp dư, điều tra viên và nông dân người Mỹ gốc Phi. Ông đã phát triển các phép tính dự báo nguyệt thực và pha Mặt Trăng. Sử dụng các thông tin này, Banneker đã xuất bản một cuốn niên lịch và lịch thiên văn kết hợp được sử dụng đến năm 1802. Ông là phụ tá của Andrew Ellicott. Trong hai năm 1791 và 1792, đoàn của Ellicott và Banneker đã thị sát các ranh giới giữa đặc khu với cả Maryland và Virginia. Cứ mỗi một dặm Anh, họ đặt đá làm mốc ranh giới mà nhiều cột trong số đó vẫn còn lại cho đến ngày nay.